# Echiniscus azoricus
Espèce
Echiniscus azoricus est une espèce de tardigrades de la famille des Echiniscidae. 

## Distribution
Cette espèce est endémique des Açores au Portugal. Elle a été découverte à Pico.

## Étymologie
Son nom d'espèce lui a été donné en référence au lieu de sa découverte, les Açores.

## Publication originale
- Fontoura, Pilato & Lisi, 2008 : Echiniscidae (Tardigrada, Heterotardigrada) from Faial and Pico Islands, the Azores, with the description of two new species. Zootaxa, no 1693, p. 49-61.